# Nepalicrepis smetanai
Nepalicrepis smetanai es una especie de insecto coleóptero de la familia Chrysomelidae.
Fue descrita científicamente en 1989 por Scherer.